# Friedrich von Kospoth
Friedrich von Kospoth (auch Koßpoth; * 24. Juni 1630 in Jena; † 14. Oktober 1701 in Leipzig) war kursächsischer Geheimer Rat und Oberaufseher der Grafschaft Mansfeld. 

## Leben
Kospoth stammte aus dem Adelsgeschlecht von Kospoth und wirkte u. a. auch als Amtshauptmann in Sangerhausen, wo er 1684 und 1686 als solcher erwähnt wird.
Unter dem Gesellschaftsnamen Der Entspringende wurde er als Mitglied in die Fruchtbringende Gesellschaft aufgenommen (Nr. 709).
Im Jahre seines Todes hatte er den Bau der Burgauer Kirche begonnen.